# Cantonul Les Vans
Cantonul Les Vans este un canton din arondismentul Largentière, departamentul Ardèche, regiunea Rhône-Alpes, Franța.

## Comune
- Les Assions
- Banne
- Berrias-et-Casteljau
- Chambonas
- Gravières
- Malarce-sur-la-Thines
- Malbosc
- Saint-André-de-Cruzières
- Sainte-Marguerite-Lafigère
- Saint-Paul-le-Jeune
- Saint-Pierre-Saint-Jean
- Saint-Sauveur-de-Cruzières
- Les Salelles
- Les Vans (reședință)